# Neefia
Neefia es un género de escarabajos de la familia Buprestidae.

## Especies
- Neefia gracilis Bellamy, 2003
- Neefia humeralis Bellamy, 2003
- Neefia magna Bellamy, 2003
- Neefia montana Bellamy, 2003
- Neefia rufofascia Bellamy, 2003
- Neefia rufovestita Bellamy, 2003
- Neefia semivestita Bellamy, 2003